# What the Bleep Do We Know!?
What the Bleep Do We Know!? ou What the #$*! Do We Know!? (O que diabos nós sabemos?) — em cultura lusófona Quem somos nós?, filme pseudocientífico de 2004, combina documentário entrevista e uma narrativa ficcional para conectar a ciência à espiritualidade, baseado nos ensinamentos de JZ Knight/Ramtha. Houve, também, uma versão estendida em 2006, What the Bleep!?: Down the Rabbit Hole (O que bleep!?: Caindo no buraco do coelho).
Os tópicos discutidos em What the Bleep Do We Know!? incluem neurologia, Mecânica quântica, psicologia, epistemologia, ontologia, metafísica, pensamento mágico e espiritualidade. O filme apresenta entrevistas com "especialistas" em ciência e espiritualidade, intercaladas com a história de uma fotógrafa surda e como ela lida com sua situação. A animação digital é uma forte característica no filme. O filme tem recebido críticas de toda a comunidade científica. Físicos, em particular, reclamam que o filme distorce o significado de alguns princípios da mecânica quântica.

## Sinopse
Filmado em Portland (estado de Oregon, EUA), What the Bleep Do We Know, o filme mistura uma linha ficcional da história, em discussão no estilo de documentários, e Animação digital para apresentar um exame do universo e da vida humana dentro dele (essa análise segue conceitos religiosos dos idealizadores da obra), com conexões propostas pela Neurociência e a física quântica. Algumas ideias discutidas no filme são:
- O universo é mais bem compreendido como construído pelo pensamento (ou ideias) mais do que de substância (veja em: idealismo);
- O que tem sido considerado "espaço vazio" é tudo menos vazio (veja em energia do vácuo);
- Nossas crenças sobre o que nós somos e o quem nós realmente somos é real, não a simples observação, mas nós mesmos formamos a nossa realidade (ver em: Solipsismo).
- Peptídeos produzidos no cérebro podem causar uma reação no corpo em resposta às emoções, resultando em novas perspectivas para os velhos adágios tais como "pensar positivamente" e "ser cuidadoso com o que você deseja."

Na parte ficcional, Amanda, uma fotógrafa surda (interpretada por Marlee Matlin) atua como o avatar (espécie de alter-ego) do espectador enquanto ela experimenta sua vida a partir de um novo começo e com diferentes perspectivas.
Na parte documental do filme, alguns especialistas científicos da física quântica, biologia, medicina, psiquiatria e teologia discutem as raízes e significados das experiências de Amanda. Aos espectadores não é dito quais são as credenciais dos especialistas até o final do filme. Os comentários dos especialistas científicos, convergem para um simples tema: "Nós todos criamos a nossa realidade." Entre os autores que argumentam neste sentido, incluem-se Jane Roberts (o livro de Seth), Richard Bach (Fernão Capelo Gaivota e Ilusões), os escritos de Abraham-Hicks, e de Deepak Chopra, Wayne Dyer e David R. Hawkins.

## Promoção
Zombando dos fundos e recursos dos filmes típicos de Hollywood, os produtores usaram do "marketing de guerrilla" para conseguir passar o filme nos cinemas, e então atraíam as audiências. Isto levou a acusações, tanto formais como informais, contra a publicidade abusiva ("spam") dos defensores do filme em salas virtuais de bate-papo ("chats") e fóruns de discussão ("threads") com mensagens promocionais. Inicialmente, o filme foi liberado em apenas duas salas: uma em Yelm (Washington) (o lar dos produtores), e a outra no (The Bagdad Theater) em Portland, onde ele foi filmado. Em poucas semanas, ele passou em doze outras salas (a maioria no Oeste dos Estados Unidos), e num intervalo de seis meses, ele percorreu 200 cinemas de costa a costa.

## Crítica do filme
Os críticos oferecem misturadas opiniões, como visto nos sítios especializados, entre os quais o Rotten Tomatoes, ou na crítica de Dave Kehr no New York Times, onde ele dá suas opiniões sobre o filme: aceita "a transição da mecânica quântica para a terapia cognitiva" como "plausível".

## Características Individuais
- Amit Goswami "Um dos raros cientistas que não se deixaram levar pelo inconsciente para explicar a física quântica".[5] Ele aparece na revista What is Enlightenment ("O que é iluminação?"), é autor do livro The Self-Aware Universe: How Consciousness Creates the Material World ("O Universo autoconsciente: como a Consciência cria o mundo material") (ISBN 0-87477-798-4), e trabalhou com Deepak Chopra.
- John Hagelin foi o líder do Projeto de Meditação Transcendental de 1993 em Washington, D.C. (The Washington TM study[6] foi mencionado no filme, mas Hagelin nunca foi identificado como um dos seus autores.) Ele foi premiado por um Prêmio IgNobel, que honra por realizações que "fazem as pessoas primeiro rir, e depois pensar (mas não muito)," por este projeto. Ele foi o presidente do Departamento de Física da universidade Internacional de Maharishi em Fairfield. A universidade, que não possui tradição na produção de ciência, foi fundada pelo Maharishi Mahesh Yogi, o guru indiano que galgou a fama após se tornar conselheiro espiritual dos Beatles.
- Stuart Hameroff, um anestesiologista, autor, e diretor associado do Centro de Estudos para o Inconsciente na Universidade do Arizona. Ele trabalhou na Oxford com o matemático Roger Penrose, em uma teoria quântica do inconsciente que não foi bem recebida pela comunidade científica.
- JZ Knight/Ramtha aparece freqüentemente no filme como uma cientista ou uma mestre espiritual. No fim do filme, durante os créditos, ela é  identificada como o espírito de "Ramtha" que esteve sendo "canalizado" por "JZ Knight". Knight nasceu como Judith Darlene Hampton em Roswell. Ele diz canalizar um espírito que se chama Ramtha, "um guerreiro de 35 000 anos de idade do perdido continente da Lemúria e um dos mestre Ascendidos." (Knight diz que ela fala  com um sotaque porque o inglês não é sua primeira língua.).
- Andrew Newberg, assistente do professor de radiologia no hospital da Universidade da Pensilvânia, e médico especializado em medicina nuclear. Ele é co-autor do livro Why God Won't Go Away: Brain Science & the Biology of Belief ("Por que Deus não irá embora: a Ciência do Cérebro e a Biologia da Crença") (ISBN 0-345-44034-X).
- Candace Pert escreveu o livro Moléculas da Emoção em 1997 (Introdução escrita por Deepak Chopra) onde ela expôs pontos de vista muito similares àqueles propostos pelo filme.  Alguns aspectos do filme parecem se basear no livro dela.  Por exemplo, os primeiros dez minutos do filme  podem ser resumidos por uma citação das páginas 146–148 of Molecules of Emotion ("Moléculas da emoção") onde ela escreve:

Não há nenhuma realidade objetiva! ... Emoções estão constantemente regulando o que nós  experimentamos como "realidade."  A decisão sobre qual informação viaja até nosso cérebro e fica filtrada depende de que sinal os receptores recebem dos peptídeos... Por exemplo, quando as primeiras caravelas européias se aproximaram dos nativos americanos, ela era uma visão tão "impossível" para sua realidade que sua percepção filtrou as mesmas, não podendo ser registrado tal fato, e eles literalmente deixaram de "ver" as naves.  Essa afirmação não encontra nenhum registro histórico.
Outro ponto no filme pode ser bem resumido na pagina 285, onde ela escreve:
A tendência a ignorar as emoções é chamada de oldthink (ou "pensamento arcaico"), um resquício do paradigma ainda vigente que nos mantém focados no nível material da saúde, na sua fisicalidade. Porém as emoções são um elemento-chave no auto-tratamento porque nos permitem entrar na interação entre corpo e mente. Ao entrar em contato com nossas emoções, ao ouvi-las e ao guiá-las pela rede psicossomática, nós ganhamos acesso à sabedoria de cura que é o direito natural biológico de todos nós.
- Fred Alan Wolf, é um físico americano teórico especializado em fisíca quântica e na relação entre a física e a consciência. que recentemente escreveu The Yoga of Time Travel: How the Mind Can Defeat Time ("O yôga da viagem no tempo: como a mente pode derrotar o tempo").  Ele é o autor também de The Eagle's Quest ("A busca da Águia"), The Dreaming Universe ("O Universo dos sonhos") e The Spiritual Universe ("Universo Espiritual").[7]
- David Albert, um filosofo de física e professor da Universidade da Columbia, fala frequentemente no filme.  Enquanto pode parecer que ele apóia as ideias apresentadas no filme, segundo um artigo da revista Popular Science ele ficou "furioso com o produto final."[8] O artigo declara que Albert concedeu aos cineastas uma entrevista de cerca de quatro horas sobre mecânica quântica, não a relacionando com a consciência ou a espiritualidade.  Sua entrevista teria sido editada e incorporada ao filme de um modo que ele alega deturpar suas posições. No artigo, Albert também expõe seus sentimentos de ingenuidade após ter sido "pego" pelos cineastas. Apesar de ele ser apresentado como um cientista integrante do filme-sequência ao What the Bleep, chamado "Down the Rabbit Hole",[9] esta sequência é uma "edição do diretor", composta de material bruto extra (inédito) da filmagem original.[10]

Outros entrevistados no filme incluem Joe Dispenza, especialista em quiropraxia, escritor, e devoto da Escola Ramtha de Iluminação; Miceal Ledwith, escritor e antigo professor de Teologia no Maynooth College na Irlanda; Daniel Monti, médico e diretor do Programa de Medicina do Corpo e Mente na Thomas Jefferson University; Jeffery Satinover, psiquiatra e escritor; e William Tiller, professor emérito (do setor de) Ciência Material e Engenharia da Stanford University, e autor de mais de 250 artigos científicos.
Amit Goswami e William Tiller são ambos empregados do of_Noetic_Sciences Instituto de "Ciências Noéticas".

## Aspectos controversos do filme

### Erros do filme
- Candace Pert afirma no filme que os povos indígenas das Américas teriam sido incapazes de ver as caravelas de Cristóvão Colombo, como suposta evidência de que "apenas enxergamos aquilo que acreditamos ser possível". Entretanto, não há menção a isto nos relatos sobre tais viagens, e as tradições orais dos índios americanos se perderam nos 150 anos que se seguiram à descoberta, sob domínio espanhol. Nenhuma das pessoas que Colombo encontrou primeiro — os Arawaks — tem qualquer descendente comprovado até os tempos modernos, então torna-se cientificamente impossível saber qual foi a experiência vivida pelas mesmas.[13]
 A história no filme pode ser uma versão confusa ou distorcida do incidente descrito na série Cosmos, do astrônomo norte-americano Carl Sagan, no Episódio 13), o qual descreve tradição oral como os Tlingit encontraram a expedição de La Pérouse nos anos 1780. O povo Tlingit teve medo no início de olhar diretamente os navios, porque imaginavam que a nave e suas velas fossem manifestações do "Corvo" (ver mitologia), o qual poderia transformá-los em pedra. Um dos membros da tribo, um velho quase cego, teria decidido pegar uma canoa e remar até perto, e finalmente teria compreendido as embarcações e suas tripulações como elas eram.
- A sequência animada mostrando sinais elétricos se movendo e atravessando diretamente uma clivagem (divisão) sináptica é ilusória. Os sinais são de fato carregados quimicamente entre os neurônios via neurotransmissores; e são propagados eletricamente apenas por dentro de neurônios individuais e por meio de "junções intervaladas" ("gap junctions").
- Também é afirmado no filme que 20 aminoácidos são criados no corpo humano. Entretanto, a ciência atual admite que somente 12 podem ser sintetizados por humanos; os 8 aminoácidos restantes são considerados essenciais e devem ser adquiridos a partir da alimentação.

### Especialistas
Os produtores reuniram um painel para expor seus argumentos e discutir alguns fatos, apresentando muitas opiniões e exemplos imaginativos, como o objetivo de informar e ao mesmo tempo entreter. Os críticos externaram sua preocupação de que no filme falta sinceridade e que as informações são apresentadas seletivamente sem apresentar a visão contrária a elas. A mais forte crítica ao filme é que as ideias e teorias apresentadas seriam baseadas nas crenças de JZ Knight, um médium que alega canalizar o guerreiro lemuriano Ramtha, o qual teria criado um exército e lutado contra os atlantes há mais de 35 000 anos.
O filme apresenta informações dadas por pessoas que apóiam a filosofia subjacente do filme, mas com certeza pode-se dizer que estas pessoas estiveram previamente envolvidas em promover ideias semelhantes. Pode ser argumentado que a presença delas no filme representa o esforço dos cineastas em achar pessoas que sejam simpáticas às ideias do filme e que as pessoas no filme não representam as posições assumidas pela comunidade científica em geral.
David Albert, professor e Diretor de Filosofia do programa Foundations of Physics da Columbia University declara que o filme distorceu completamente seus pontos de vista.
Dr. Joseph Dispenza é professor na Escola Ramtha de Iluminação, assim como Amit Goswami, Mgr. Miceal Ledwith, e JZ Knight, que alega canalizar Ramtha.

### Métodos
Como alguns outros filmes, o filme não apresenta qualquer evidência de contradição ou discussão sobre qualquer oposição aos pontos de vistas apresentados, nem discute o processo de como certas conclusões foram atingidas.
Ideias que têm pouca aceitação entre os grupos dominantes da comunidade científica são retratadas como fatos, a despeito de muitas poderem ser contrariadas pelas evidências. Muitos identificados como cientistas no filme mostram evidências de experimentos que foram implementados de forma supostamente imprópria, levantando dúvidas nos seus resultados.

### Anotações sobre física quântica
Alguns pontos sobre a mecânica quantica são ignorados neste filme. A mecânica quântica lida com pequenos sistemas, e efeitos quânticos (especialmente o princípio da incerteza) de Heisenberg, que são aplicáveis apenas em pequenas escalas. A exploração do filme destes efeitos é baseada em premissas discutíveis, implicando que eles (especialmente uma função de onda associada a um objeto e os cálculos de probabilidade em relação a este objeto) são aplicáveis a objetos cotidianos, tais como bolas de basquete, humanos ou fontes.
Enquanto os alegados peritos discursam no decorrer do filme, eles fazem diversas referências a conceitos, ideias e alegados fatos sobre física quântica e itens correlatos. David Albert, reclamou que seus pontos de vista foram deliberadamente distorcidos.
As declarações dos físicos feitas são entrecortadas com declarações dos doutores em medicina, grupos que criaram sua própria religião, entre outros.
Algumas declarações do filme sobre a mecânica quântica divergem do que os físicos têm descoberto sobre a mecânica quântica. A ideia que a um filtro (na capacidade de observação) dos observadores conscientes que cria a realidade implica uma posição fortemente baseada na interpretação de Copenhague da física quântica. Entretanto, a interpretação do filme desta posição é díspar de o que a maioria de físicos realmente acredita.
Alguns dos especialistas do filme, particularmente Amit Goswami, consultam repetidamente à observação dentro da mecânica quântica e especulações sobre a relação entre o consciência e o mundo material. Reivindicam, por exemplo, que os seres humanos têm a potencialidade para criar sua própria realidade; o Dr. Miceal Ledwith afirma mesmo que os seres humanos têm a potencialidade de andar na água.
Os fatos mensurados pela observação são mais prosaicos ainda. Especificamente, se um sistema estiver em um estado descrito pela função de onda, o processo da medida afeta o estado em uma maneira não-determinística, mas estatisticamente previsível. No detalhe, depois que uma medida é aplicada, a descrição do estado por uma única função de onda pode ser destruída, sendo substituída por um conjunto de teorias estatísticas do funcionamento da onda. A natureza das operações de medida na física quântica pode ser descrita usando várias fórmulas matemáticas, tais como o formulação do estado relativista ou sua fórmula equivalente interpretação das muitas realidades. Físicos notáveis como David Deutsch fazem uso desta interpretação literalmente.

## Estudos feitos

### Estudo da meditação transcendental
Como descrito no filme, o estudo envolvendo 4000 pessoas em junho e julho de 1993 para praticar Meditação Transcendental e o programa TM-Sidhi para tentar reduzir a ocorrência de crimes violentos em Washington, D.C. (que tinha uma das maiores taxas de homicídio per-capita nos Estados Unidos).  Ao contar o número de homicídios, estupros e assaltos, o estudo concluiu que a TM reduziu a taxa de crimes violentos em 23,3%  ao final do projeto, e 24,6% quando considerado o período de 1988-1993.  Baseados no números apresentados no estudo, a taxa de crime do HRA foi cerca de 30% maior em 1993 que a média de crimes entre 1988 e 1992. A taxa de crime HRA mostrou um declínio no meio do período onde TM foi praticada e permaneceu relativamente baixo (pelos padrões de 1993) por vários meses posteriores.
Os resultados dos estudos da TM foram reportados em 1994 pelo Instituto de Ciência, Tecnologia da polícia civil, parte do acordo com a universidade de Maharishi fundada pelo yogi Maharishi Mahesh. O estudo foi publicado em 1999 em um jornal por um revisada pesquisa dos indicadores sociais.
Este experimento com a meditação concedeu a John Hagelin em 1994 Prêmio IgNobel da Paz, um prêmio para trabalhos "que não podem, ou não devem, jamais ser reproduzidos."

### Cristais de água
Os trabalhos de Masaru Emoto The Hidden Messages in Water (Mensagens ocultas na água) mostram um cenário colocado em um túnel de luz, onde o personagem principal apresenta um coleção de imagens de cristais de água. No filme, as fotografias da água do "antes" e do "depois" são apresentadas como evidências que determinadas palavras escritas em pedaços de papel fixados em diferentes contêiners de água têm o poder de transformar os cristais de água ao congelar em lindas formas de cristais ou feias formas de cristais.
O trabalho de Emoto é científico. Sua certificação de doutoramento é em medicina alternativa. Emoto também declara que águas poluídas não cristalizam. Dependendo das propriedades dos poluentes, águas muito poluídas podem ainda assim formar cristais, embora os cristais possam conter mais defeitos cristalográficos do que os de água pura.
Emoto aparece ter arbitrariamente decidido o que constitui um "cristal brilhante" e um "cristal incompleto".

## Equipe

### Produtores
- William Arntz: Produtor, diretor, roteirista
- Betsy Chasse: Produtor, diretor, roteirista
- Mark Vicente: Diretor, diretor de fotografia

### Elenco
- Marlee Matlin ....  Amanda
- Elaine Hendrix ....  Jennifer
- Barry Newman ....  Frank
- Robert Bailey ....  Reggie
- John Ross Bowie ....  Elliot
- Armin Shimerman ....  Man
- Robert Blanche ....  Bob
- Jeff S. Dodge ....  Extra (no trem)

#### Físicos
- William A. Tiller, Ph.D.
- Amit Goswami, Ph.D.
- John Hagelin, Ph.D.
- David Albert, Ph.D.

#### Neurologistas, anestesiologistas e  médicos
- Dr. Masaru Emoto (certificado pelo Open International University for Alternative Medicine em Calcutta, Índia como doutor em medicina alternativa — programa de um ano)
- Stuart Hameroff M.D.
- Dr. Jeffrey Satinover
- Andrew B. Newberg, M.D.
- Dr. Daniel Monti
- Dr. Joseph Dispenza

#### Biologia Molecular
- Dr. Candace Pert

#### Professores espirituais, místicos e filósofos
- JZ Knight fala como Ramtha
- Dr. Miceal Ledwith

#### Efeitos visuais
- Evan Jacobs — supervisor de efeitos visuais
- Atomic Visual Effects — aniumação do cérebro
- Mr. X Inc — animação das células
- Lost Boys Studios — seqüência do basquetebol, efeitos da toca do coelho

## Prêmios
- Prêmios recebidos em 2004:
  - Ashland Independent Film Festival — Melhor Documentário
  - DCIFF — DC Independent Film Festival — Premio de documentário do Grande Júri
  - Maui Film Festival — Audience Choice Award — Melhor Documentário Híbrido
  - Houston World Fest — Prêmio Platinum Remi
  - Sedona International Film Festival — Prêmio da escolha da audiência, filme mais provocante .
  - Pigasus Award — tomada de Midia que tem mais estranho efeito paranormal.

### Ligações relacionadas ao filme
- «Guia Cético para assistir What the Bleep». by Widson Reis
- «Excerto das entrevistas do filme». em português
- «What the Bleep Do We Know!?». site Oficial
- «Watch What the Bleep Do We Know!? online»
- What the #$*! Do We Know!?. no IMDb.
- «La Física cuántica se pone de moda». [Tendencias21, Spanish]
- «Review». by BBC
- «Review». by Guardian (Richard Dawkins, Clive Greated and more).
- «Not Just a Movie Review of What the Bleep Do We Know!? by Tom Huston»
- «Review». by The Onion A/V Club
- «Review». by The Skeptics Society/Skeptic magazine
- «Critique at Intuitor's Insultingly Stupid Movie Physics»
- «Review». by The Times
- «Review». by Anna Darrah, www.noendpress.com
- «E-Philosopher debate on the validity of the claims put forth in the movie»
- «Interview on radio show The Connection». with co-director Mark Vicente, Dr. Fred Alan Wolf and Dr. Michael Shermer, October 14, 2004
- «"Bleep of Faith"». :  Dr. Albert describes his experience of being interviewed for the film, and describes how he feels he was misrepresented
- «Further comments from Dr. Albert on his involvement with the film». (Permalink), in The Stranger blog
- «Review». by Joel Gilmore, www.illuminatingscience.org
- «Review». by Dr. Michael Clark, www.earthpages.org
- «Interview with director William Arntz on Beyond The Ordinary»

### Outros tópicos relacionados
- «"Quantum Physics Quackery"». , Skeptical Inquirer, janeiro de 1997 (discusses book The Self-Aware Universe)
- «Bleep Study Guide» (PDF). from Institute of Noetic Sciences. (versão em espanhol)
- «MP3 of teleseminar with Will Arntz». — from Shift in Action, sponsored by Institute of Noetic Sciences
- «Information on Buddhism and Quantum Physics, very similar ideas as What the Bleep Do We Know?»
- Distributed Unconsciousness at Wikireason